# Унтербёцберг
Унтербёцберг (нем. Unterbözberg) — населённый пункт в Швейцарии, входит в состав коммуны Бёцберг округа Бругг в кантоне Аргау.
Входит в состав округа Бруг. Население составляет 716 человек (на 31 декабря 2007 года). Официальный код — 4119.
До 2012 года был самостоятельной коммуной (официальный код — 4119). С 1 января 2013 года объединён с коммунами Линн, Обербёцберг и Галленкирх в новую коммуну Бёцберг.